# Eviota winterbottomi
Eviota winterbottomi är en fiskart som beskrevs av Greenfield och Randall 2010. Eviota winterbottomi ingår i släktet Eviota och familjen smörbultsfiskar. Inga underarter finns listade i Catalogue of Life.